# Docaviv

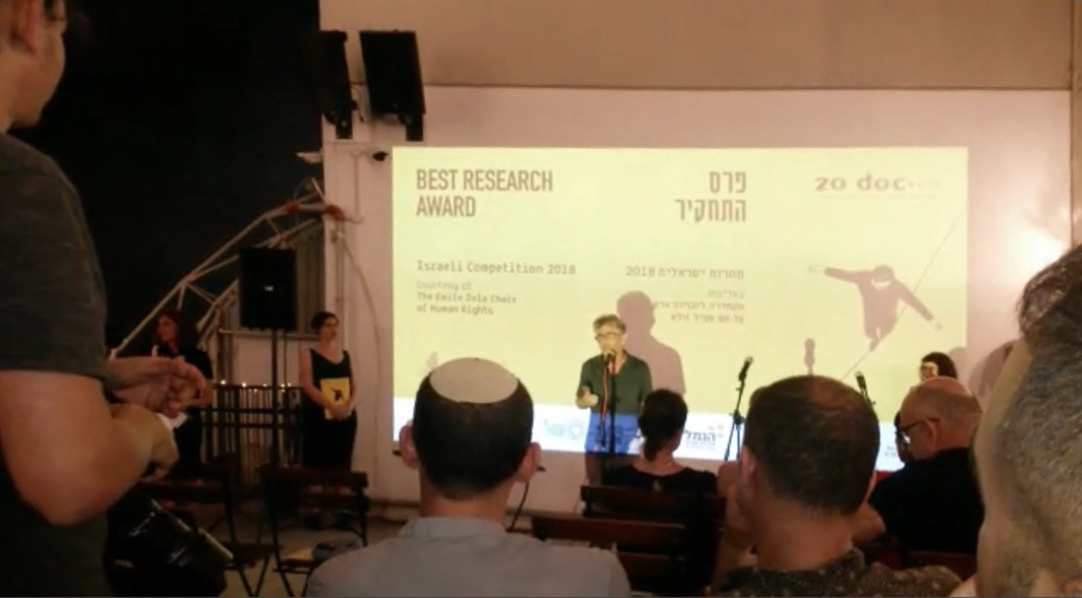
Regisseur Yair Lev spricht bei der Preisverleihung des Docaviv Festivals 2018

Docaviv ist ein internationales Dokumentarfilmfestival in Tel Aviv in Israel. Es wird von der gleichnamigen gemeinnützigen Organisation veranstaltet, die 1998 gegründet wurde. 2015 wird es zum 16. Mal veranstaltet, in den letzten Jahren wurde es von jeweils etwa 40.000 Zuschauern besucht. Unter den jeweils um die 80 Filmen werden Preise vergeben für den besten israelischen Film, ein Sonderpreis der Jury, das beste Regiedebüt, beste Kamera, bester Schnitt, beste Recherche, bester internationaler Film und ein Sonderpreis der Jury für internationale Filme, und es gibt einen Sonderwettbewerb für Filmstudenten. Das Gesamtpreisgeld liegt 2015 bei 5000 US-Dollar. Ein „Ableger“ wird als Docaviv Galilee in Maʿalot-Tarshiha veranstaltet.